# Perkutane transhepatische Drainage
Die perkutane transhepatische Cholangiodrainage (PTCD), auch perkutane transhepatische Drainage (PTD) genannt, ist ein interventionelles radiologisches Verfahren, bei dem mit Hilfe einer dünnen Hohlnadel unter Durchleuchtungskontrolle perkutan (durch die Haut) durch Punktion der Leber Röntgenkontrastmittel in das Gallenwegsystem injiziert wird. Über diesen Zugang kann eine Ableitung der Gallenflüssigkeit nach außen über eine Drainage hergestellt werden, um einen Rückstau in den Gallenwegen zu beseitigen.
Die reine Darstellung der Gallenwege wird bei diesem röntgenologischen Verfahren als PTC, die Versorgung mittels einer nach innen und/oder ausgeleiteten Plastikdrainage oder der Applikation einer Metallprothese wird als PTCD (synonym PTD) bezeichnet (s. Abb.). Das Verfahren wird alternativ zur endoskopisch retrograden Cholangiopankreatikographie (ERCP) angewandt.
Bei den verschiedensten gutartigen oder bösartigen Erkrankungen des Gallengangssystems und/oder der Leber kann es zu einem Aufstau der Gallenflüssigkeit (Cholestase) mit dem klinischen Bild einer Gelbsucht (Ikterus) kommen. Die Behandlung einer Cholestase (Aufstau des Gallengangssystems durch z. B. Konkremente im Gallengangsystem oder entzündliche bzw. tumoröse Veränderungen des Gallengangsystems), ist die häufigste Indikation für eine PTD.

## Indikationen
1. Benigne Ursachen für Galleaufstau:
  - Gallensteine (Konkrementbildung), ggf. mit sekundärer (also daraus entstandener) Cholangitis
  - Primär sklerosierende Cholangitis
  - Autoimmuncholangitis/Autoimmunpankreatitis
  - Ischämische Gallengangsveränderungen nach Lebertransplantation
2. Maligne Ursachen für Galleaufstau:
  - Cholangiozelluläres Carcinom (CCC)
  - Leberzellkarzinom (HCC)
  - Lebermetastasen
  - andere raumfordernde Tumoren, die den Ductus hepatocholedochus komprimieren (z. B. vergrößerte Lymphknoten oder Pankreaskarzinom)
3. Ursachen für Leckagen im Gallengangsystem:
  - Leckagen nach der Whipple'schen Operation aufgrund eines Pankreaskopfkarzinomes
  - Leckagen nach großen leberchirurgischen Eingriffen (Entstehen einer sog. Gallefistel)
  - Leckagen nach einer Lebertransplantation

## Perkutane transhepatische Cholangiodrainage (PTD, PTCD)
Im Falle einer Stenose oder eines kompletten Verschlusses eines Gallenganges ist es möglich, über diesen Punktionsweg eine Ableitung der Gallenflüssigkeit nach außen durch die Haut über eine Drainage (Plastikschlauch mit mehreren seitlichen Löchern) herzustellen (perkutane transhepatische Cholangiographie und Drainage, PTD, PTCD). Die Gallenflüssigkeit sammelt sich dann in einem kleinen Plastikbeutel. Hierdurch kann die Gallenflüssigkeit abfließen und der Aufstau der Gallenwege geht zurück. Wenn eine Passage einer Gallengangsstenose gelingt, kann eine innere Ableitung der Gallenflüssigkeit in den Dünndarm erfolgen.
Eine solche  Drainage beeinträchtigt aber die Lebensqualität. Die Drainage muss alle 4–6 Wochen gewechselt werden; Duschen oder Schwimmen ist mit der nach außen abgeleiteten Drainage nur schwierig möglich. Daher versucht man, wenn möglich, die Einlage einer metallischen Gallengangsprothese (Stent). Die Stents können, je nach der zugrundeliegenden Grunderkrankung, über viele Monate auch ohne eine Außenableitung den internen Gallenabfluss ermöglichen.
Durch mehrschrittiges Aufdehnen des Zugangsweges kann eine (Cholangioskopie), d. h. eine direkte Endoskopie der Gallenwege erfolgen. Bei Gallengangssteinen ist es möglich per Cholangioskopie eine Steinzertrümmerung (z. B. elektrohydraulisch) durchzuführen.

## Behandlung von Gallengangsstenosen mit Stents
Beim Verschluss des Gallengangssystems durch cholangiozelluläre Tumore, Pankreas- und Gallenblasen-Karzinome oder im Leberhilus lokalisierte Metastasen kann nur bei 10–20 % der Patienten auf operativem Wege eine Heilung versucht werden. Eine Ableitung der Galle führt zur Rückbildung des Ikterus und so zu einer Besserung des damit verbundenen Pruritus und der entzündlichen Veränderungen. Der erstmalige Einsatz von Metallendoprothesen (Stents) beim Menschen erfolgte Ende der achtziger Jahre, durch Palmaz zunächst in Gefäßen, bald danach aber auch im Gallengangssystem, unter anderem durch Lammer und Gillams 1990. Eine Reihe randomisierter Studien konnte inzwischen belegen, dass biliäre Stents bei der Behandlung des malignen Verschlussikterus zur Verbesserung der Lebensqualität beitragen können.
Die Offenhaltung der beiden Hepaticusäste sowie des DHC kann sowohl mittels Plastikprothesen, als auch mittels der metallischen Endoprothesen (Stents) erreicht werden. Dabei ist die Offenheitsrate der metallischen Stents gegenüber den Plastikprothesen überlegen (d. h. sie bleiben länger offen und benötigen weniger Re-Eingriffe). Gecoverte (mit einer Plastikmembran bedeckte) Metallstents sind wiederum hinsichtlich der Offenheitsrate den unbeschichteten Metallstents überlegen. Neben technischen Problemen (höhere Perforationsgefahr von selbstexpandierenden Stents, hohe Dislokationsrate von gecoverten Stentgrafts aus dem DHC in den Darm, schwierigere Intervention bei Verschluss eines Metallstents, höheres Risiko bei nachfolgenden Operationen wenn elektrisch eine Blutstillung erfolgen soll) bestehen auch Kostenprobleme.
Falls nur der ableitende Gallengang (DHC) stenosiert und versorgt werden muss, kann dieser über den Zugangsweg der PTC/PTCD mittels eines selbstexpandierbaren Stent dauerhaft versorgt werden. Liegt dagegen ein (tumorös bedingter) Verschluss nicht nur des DHC, sondern auch der beiden Hepaticusäste vor (und damit ein Problem des Gallenabfluss aus beiden Leberlappen) sollte eine beidseitige PTC/PTCD erfolgen. Anschließend sollte mittels zweier (parallel über beide Gallengänge bis in den DHC vorgeschobener) Stents eine "Rekonstruktion" der Hepatikusgabel und Schienung des gemeinsamen DHC versucht werden. Ein alleiniges Stenten nur des einen Hepaticusastes (meist von rechts, da der rechte Leberlappen größer als der linke ist) kommt nur in Frage, wenn das erwartete Überleben des Patienten sehr kurz und die linke Leber sehr klein ist. Von beidseits eingebrachte Stents verbessern das Überleben gegenüber nur einem einseitigen Stent.

## Komplikationen
Die typische Komplikation einer PTD/PTCD ist die Blutung ins Gallengangssystem (besonders bei einer malignen Gallengangserkrankung), sowohl beim Vorschieben der Gallengangsdrainage als auch bei der Nachdilatation des Zugangs vor Einlegen eines Stents. Solche Blutungen entspringen meist aus einem venösen oder portalvenösen Gefäß und können durch die Einlage und Belassen einer großvolumigen Drainage suffizient behandelt werden. Eine weitere Komplikation sind Fistelverbindungen zwischen den Gallenwegen und Lebergefäßen. Fisteln zu den Lebervenen und Portalvene können mittels Spülbehandlung behandelt werden. Arteriobiliäre Fisteln (also eine punktionsbedingte Verbindung des Gallengangssystems mit der Leberarterie) sind hingegen potenziell lebensgefährlich und müssen rasch durch eine interventionelle Embolisation behandelt werden. Abszesse und superinfizierte Blutungen (Hämatome, durch die Punktion) stellen ebenfalls zwar seltene, aber gefährliche Komplikationen dar.

## Alternativen

### Endoskopisch retrograde Cholangiopankreatikographie (ERCP)
Der perkutane PTC/PTCD Zugang bietet sich gegenüber der ERCP vor allem dann an, wenn tumor- oder entzündungsbedingt eine hochgradige Gallengangsstenose aufgetreten ist, die für die ERCP-Sonde unpassierbar geworden ist.
Der Zugang zu den Gallenwegen über dessen Einmündung in den Zwölffingerdarm mit Hilfe eines Endoskops hat seit den 1970ern die Behandlung von Gallenwegsleiden (z. B. Gallenwegssteine oder Galleabflussstörungen bei gut- und bösartige Engstellungen) revolutioniert. Mit Hilfe des Endoskops und dünner Katheter wird hier nach lokaler Betäubung unter Röntgenkontrolle Kontrastmittel zur Darstellung eingespritzt und anschließend werden mit verschiedenen Instrumenten minimal-invasive Behandlungen (z. B. Steinentfernungen, Einlage von Galleableitungsdrainagen) vorgenommen. Moderne Metallgitterprothesen können nach Papillotomie auch über das Endoskop bis hoch in den Hilus vorgeschoben und platziert werden. Nur eingeschränkt bzw. nicht möglich sind endoskopische Gangableitungen nach Voroperationen (Z. n. Whipple-Operation, B II-Magenresektion oder nach Anlage einer biliodigestiven Anastomose) bzw. bei hilären Obstruktionen und Hepatikusgabeltumoren.

### Kernspintomografie
Ein Nachteil der PTC oder PTCD ist die hohe Strahlenbelastung mit der Durchleuchtungssteuerung. Dagegen bietet sich in der offenen Magnetresonanz-Cholangiopankreatikographie (MRCP) die Möglichkeit röntgenstrahlungsfrei Gallenwege perkutan darzustellen und mittels Katheter zu punktieren. Diese Methode ist allerdings noch wenig verbreitet und nur sehr eingeschränkt verfügbar. Weiterhin sind nicht alle PTC/PTCD-Materialien, sowie die Metallstents MRT-tauglich, da sie von dem starken Magnetfeld angezogen werden.